# La Vierge à l'Enfant avec un ange
Pour les articles homonymes, voir La Vierge à l'Enfant.

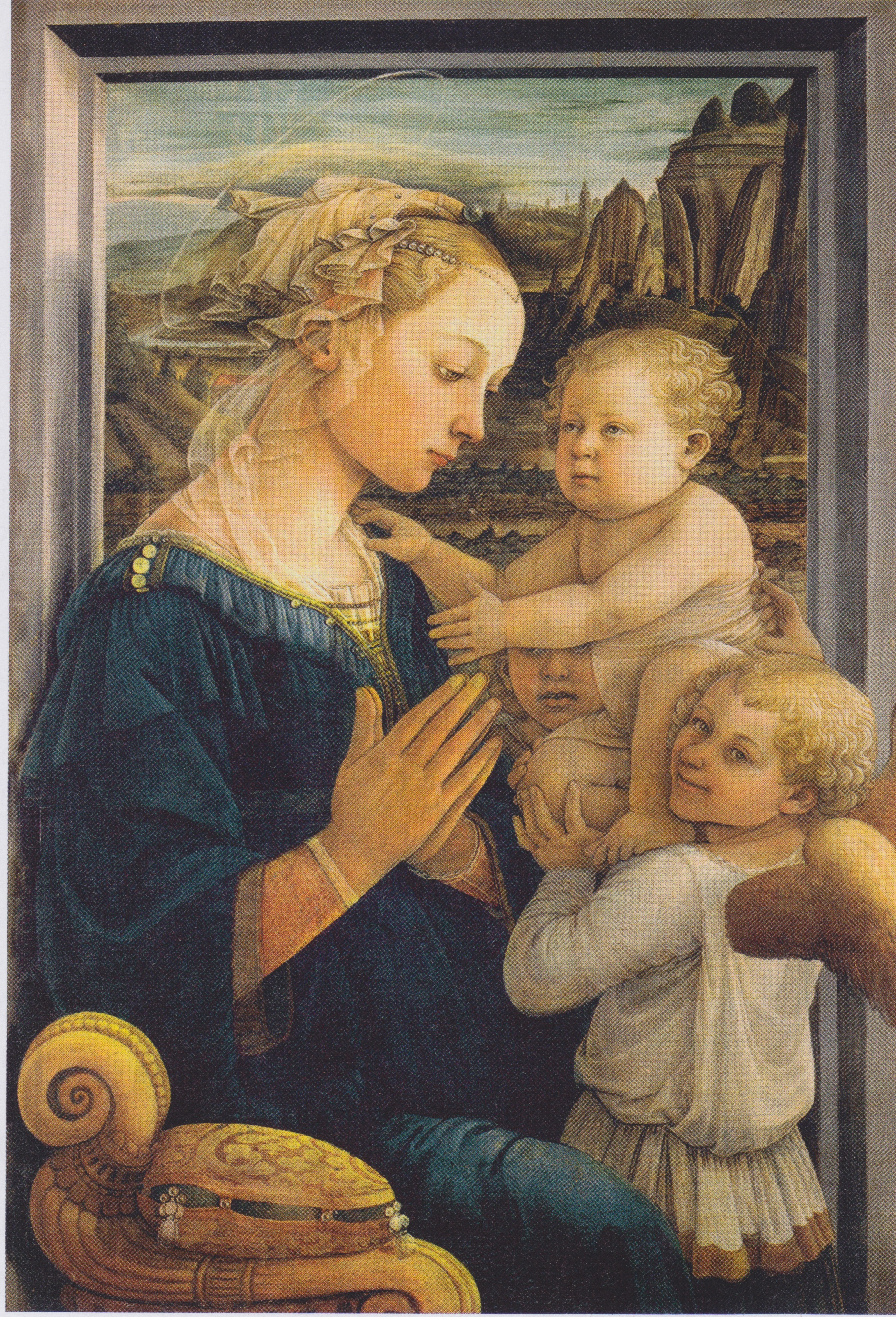
Fra Filippo Lippi, la Lippina (1465 env.).

La Vierge à l'Enfant avec un ange (en italien : Madonna col Bambino e un angelo ou Madonna col Bambino degli Innocenti) est une peinture religieuse de Sandro Botticelli, datant de 1465-1467 environ, conservée au musée des Innocents de Florence.

## Histoire
L'œuvre est un hommage à La Lippina, chef-d'œuvre de Fra Filippo Lippi conservé aux  Offices à Florence.
Le tableau est une œuvre de jeunesse de Botticelli qui à l'époque était en apprentissage auprès du maître florentin avec lequel il participa probablement à la réalisation des fresques de Prato.
De nombreux historiens d'art, après avoir accepté l'attribution à Botticelli plutôt qu'à Lippi indiquent la Madonna degli Innocenti comme la première œuvre connue de Botticelli, avec quelques tableaux « lippesques », comme La Vierge à l'Enfant soutenu par un ange sous une guirlande conservé au musée Fesch à Ajaccio.

## Thème
L'œuvre reprend la représentation récurrente dans la peinture chrétienne de la Vierge à l'Enfant (ou Madone), présentant la Vierge Marie avec l'Enfant Jésus ici en compagnie d'un ange.

## Description
La Vierge est assise de profil sur un siège doté d'un riche coussin avec en arrière-plan une fenêtre à arc soutenue par des petites colonnes. Elle s'apprête à saisir l'Enfant qu'un ange lui offre et qui regarde vers le spectateur, l'invitant à participer à la scène.

## Analyse
Par rapport à la composition de Lippi, cette « Madone » est peinte avec un ton moins prononcé, une palette moins fournie et sans le second ange. Les auréoles sur les têtes des personnages sont plus prononcées.
L'arrière-plan est différent, Botticelli a remplacé le paysage par une fenêtre dont l'architecture arquée encadre la Vierge et l'Enfant et met en valeur les deux personnages principaux, remplaçant le cadre (ou une fenêtre ouverte) avec un paysage.
Le geste de la Vierge saisissant l'Enfant est différent et l'ambiance générale de l'œuvre est plus mélancolique et contemplative.

## Sources
- (it) Cet article est partiellement ou en totalité issu de l’article de Wikipédia en italien intitulé « Madonna col Bambino degli Innocenti » (voir la liste des auteurs).